# Biscogniauxia querna
Biscogniauxia querna är en svampart som beskrevs av Pouzar 1986. Biscogniauxia querna ingår i släktet Biscogniauxia och familjen kolkärnsvampar.   Inga underarter finns listade i Catalogue of Life.